# الوكير
مدينة الوكير وتقع في الجنوب باتجاة الغرب وتبعد عن مدينة الوكرة 8 كم. وتبعد عن الدوحة العاصمة 22 كم. مؤسسها عبد الرحمن بن قاسم آل ثاني. في القرن العشرين، وذريته من بعده . قبل التطوير العمراني الذي تشهده قطر من سنوات كانت مدينة الوكير مدينة هادئة، وتتمتع بمناخ جميل جدًا مع هبوب الرياح الشمالية خاصة في فصل الشتاء والربيع وبعض أيام فصل الصيف. والآن تتعرض لموجه من الاستثمارات العقارية حيث تشهد نمو كبير في التطوير العمراني. وهي تقع ضمن الخطة الشاملة لتطوير مدن قطر الرئيسية.